# Radețka Bolearka, Cervonoarmiisk
Radețka Bolearka (în ucraineană Радецька Болярка) este un sat în comuna Koșelivka din raionul Cervonoarmiisk, regiunea Jîtomîr, Ucraina.

## Demografie
Componența lingvistică a localității Radețka Bolearka
     Ucraineană (100%)
Conform recensământului din 2001, toată populația localității Radețka Bolearka era vorbitoare de ucraineană (100%).